# Liste der Monuments historiques in Fleury (Oise)
Die Liste der Monuments historiques in Fleury (Oise) führt die Monuments historiques in der französischen Gemeinde Fleury auf.

## Liste der Bauwerke
| Bezeichnung      | Beschreibung                  | Standort | Kennzeichnung | Schutzstatus | Datum | Bild           |
| ---------------- | ----------------------------- | -------- | ------------- | ------------ | ----- | -------------- |
| Kirche St-Marcel | Erbaut ab dem 12. Jahrhundert | (Lage)   | PA00125662    | Inscrit      | 1993  | weitere Bilder |

## Liste der Objekte
- Monuments historiques (Objekte) in Fleury (Oise) in der Base Palissy des französischen Kultusministeriums